# 安东尼·里基茨
安东尼·里基茨（英語：Anthony Ricketts，1979年3月12日—），生于悉尼，澳大利亚男子壁球运动员。他曾代表澳大利亚参加2002年和2006年英联邦运动会壁球比赛，获得三枚银牌。